# 费胜潮

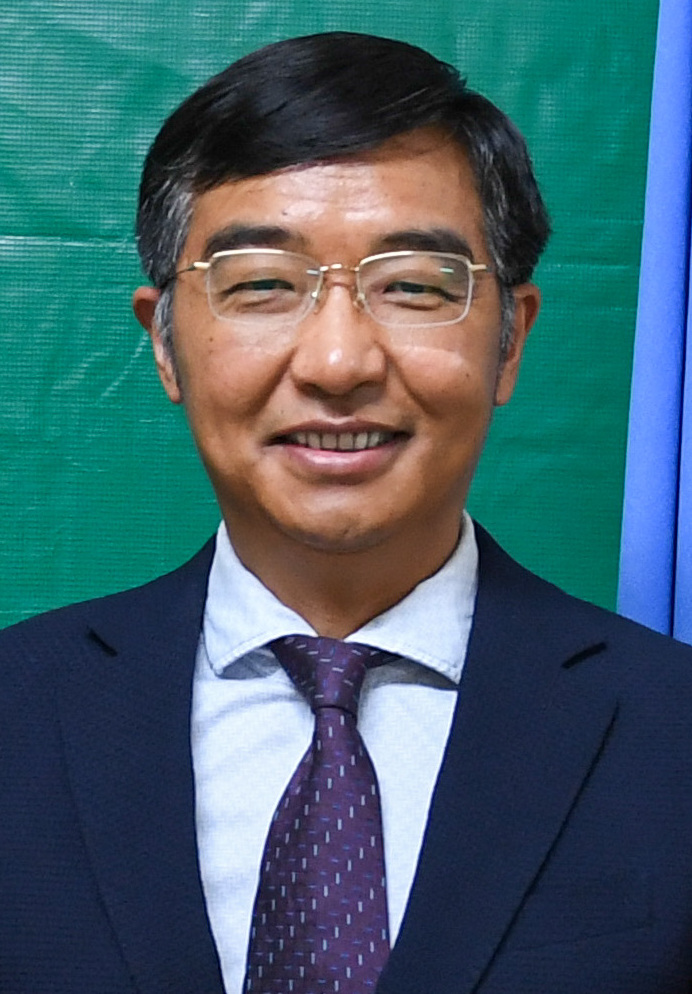
费胜潮 (2023)

费胜潮（1973年10月—），湖北武汉人，中华人民共和国外交官，曾任中华人民共和国驻索马里联邦共和国特命全权大使，现任中华人民共和国驻比利时王国特命全权大使。

## 生平
费胜潮中学毕业于武汉外国语学校，大学毕业于武汉大学。1996年，进入中华人民共和国外交部工作，历任外交部翻译室科员、随员、三秘、 副处长。2008年，任外交部翻译室处长，后升任参赞兼处长。2013年，任驻塞浦路斯大使馆参赞。2015年，任驻澳大利亚大使馆参赞。2016年，任外交部翻译司副司长。2019年，任驻欧盟使团公使衔参赞。2021年8月，出任中华人民共和国驻索马里大使。2024年4月，自驻索马里大使离任。6月，出任中华人民共和国驻比利时大使。

## 家庭
已婚，有一女。